# Дечаци (ТВ серија)
Дечаци (енгл. The Boys) је америчка суперхеројска стриминг телевизијска серија коју је развио Ерик Крипке за Amazon Prime Video. Заснована на истоименој серији стрипова Гарта Ениса и Дарика Робертсона, коју је првобитно објавио DC Comics под њиховим импринтом WildStorm пре преласка на Dynamite Entertainment; прати истоимени тим будних особа док се боре против супермоћних појединаца који злоупотребљавају своје способности. У серији глуми ансамбл који укључује Карла Ербана, Џека Квејда, Лаза Алонса, Томера Капона и Карен Фукухару као насловне буднике, и Ентонија Стара, Ерин Моријарти, Доминик Макелигот, Чејса Крофорда, Џеси Ашер и Нејтана Мичерла као чланови „Седморке”, званичне суперхеројске групе коју води конгломерат Vought International.
Премијера серије била је 26. јула 2019. године. Серија је добила признање за своје писање, причу, хумор и наступе глумачке екипе, посебно Ербана и Стара. Пре премијере, Amazon је обновио серију за другу сезону, чија је премијера била 4. септембра 2020. године. Наручена је и трећа сезона и спин-оф серија је у развоју.

## Радња
Серија Дечаци је смештена у универзуму у којем широј јавности препознају супермоћне појединце као хероје и раде за моћну корпорацију Vought International, која их продаје и монетизује. Изван својих херојских личности, већина је арогантна и покварена. Серија се првенствено фокусира на две групе: Седамморку, премијерни суперхеројски тим Vought-а и истоимене Дечаке, будне људе који желе да сруше Vought-а и његове корумпиране суперхероје.
Дечаке води Били Батчер, који презире све супермоћне људе, а Седморку нарцисоидни и насилни Хоумландер. На почетку серије, Дечацима се придружује Хјуги Камбел након што је члан Седморке случајно убио своју девојку, док се Седморки придружила Ени Џенуари, млада и надана хероина присиљена да се суочи са истином о онима којима се диви. Међу осталим члановима Седморке су разочарана краљица Мејв, зависник А-Трејн, несигурни Дип, мистериозни Блек Ноар и бели надмоћни Стормфронт. Дечаке заокружују тактички планери Мајчино млеко, специјалиста за оружје Френчи и супермоћни испитаник Кимико. Надзор над Седморком врши извршна директорка Vought-а Маделин Стилвел, коју је касније наследила публицистка Ешли Барет.
Прва сезона приказује почетни сукоб између Дечака и Седморке, који је мотивисан Батчером верујући да је Хоумландер проузроковао нестанак његове супруге Беке. Док се Хоумландер и Стилвел заверују да би добили владину подршку за суперхероје, Дечаци покушавају да их зауставе откривањем Vought-ових тајни. У почетку несвесни међусобне повезаности, Хјуги и Ени забрљају сукоб кад уђу у романтичну везу, упркос Батчеровом неповерењу у њу.
У другој сезони, Дечаци настављају напоре да победе Vought-а упркос томе што их влада тражи. Нови развој сукоба настаје када Батчер сазна да Vought држи Беку у заточеништву са супермоћним сином оца Хоумландера. Док Батчер покушава да спаси своју супругу, Стормфронт промовише њену белу надмоћну поруку кроз Седморку, тражећи да Хоумландер води супермоћне до светске доминације.